# Golden Globe de la meilleure actrice dans une mini-série ou un téléfilm
Le Golden Globe de la meilleure actrice dans une mini-série ou un téléfilm (Golden Globe Award for Best Actress – Miniseries or Television Film) est une récompense télévisuelle décernée depuis 1982 par la Hollywood Foreign Press Association.

## Palmarès
Note : le symbole « ♕ » rappelle le gagnant de l'année précédente (si nomination).

### Années 1980
- 1982 : Jane Seymour pour le rôle de Cathy dans À l'est d'Eden (East of Eden)
  - Ellen Burstyn pour le rôle de Jean Harris dans The People vs. Jean Harris
  - Glenda Jackson pour le rôle de Patricia Neal dans Acte d'amour (The Patricia Neal Story)
  - Joanne Woodward pour le rôle d'Elizabeth Huckaby dans Crisis at Central High
  - Jaclyn Smith pour le rôle de Jacqueline Kennedy dans Jackie Kennedy (Jacqueline Bouvier Kennedy)
- 1983 : Ingrid Bergman pour le rôle de Golda Meir dans Une femme nommée Golda (A Woman Called Golda)
  - Carol Burnett pour le rôle de Beatrice O'Reilly dans Life of the Party: The Story of Beatrice
  - Lucy Gutteridge pour le rôle de Gloria Morgan Vanderbilt dans Little Gloria... Happy at Last
  - Ann Jillian pour le rôle de Mae West dans Mae West
  - Lee Remick pour le rôle de Leslie Crosbie dans La Lettre (The Letter)
  - Jean Stapleton pour le rôle d'Eleanor Roosevelt dans Eleanor, First Lady of the World
- 1984 : Ann-Margret pour le rôle de Lucile Fray dans Who Will Love My Children? (en) 
  - Susan Blakely pour le rôle de Frances Farmer dans Will There Really Be a Morning?
  - Rachel Ward pour le rôle de Meggie Cleary dans Les oiseaux se cachent pour mourir (The Thorn Birds)
  - Gena Rowlands pour le rôle de Victoria Alden dans Hallmark Hall of Fame, pour l'épisode "Thursday's Child (#32.2)"
  - Blair Brown pour le rôle de Jacqueline Kennedy dans Kennedy
- 1985 : Ann-Margret pour le rôle de Blanche DuBois dans Un tramway nommé désir (A Streetcar Named Desire) ♕
  - Jane Fonda pour le rôle de Gertie Nevels dans Les Poupées de l'espoir (The dollmaker)
  - Glenn Close pour le rôle de Gail Bennett dans Amelia (Something About Amelia)
  - Glenda Jackson pour le rôle d'Elena Bonner (Sakharova) dans Sakharov
  - Farrah Fawcett pour le rôle de Francine Hughes dans Autopsie d'un crime (The Burning Bed)
- 1986 : Liza Minnelli pour le rôle de Mary-Lou Weisman dans Cœur en sursis (A Time To Live)
  - Gena Rowlands pour le rôle de Katherine Pierson dans Un printemps de glace (An Early Frost)
  - Marlo Thomas pour le rôle de Tess Lynd dans Consenting Adult
  - Peggy Ashcroft pour le rôle de Barbie Batchelor dans Le Joyau de la couronne
  - Joanne Woodward pour le rôle de Barbara Wyatt-Hollis dans Do You Remember Love
- 1987 : Loretta Young pour le rôle d'Amanda Kingsley dans La Colombe de Noël (Christmas Eve)
  - Farrah Fawcett pour le rôle de Beate Klarsfeld dans Beate Klarsfeld (Nazi Hunter: The Beate Klarsfeld Story)
  - Amy Irving pour le rôle d'Anna Anderson dans Anastasia (Anastasia: The Mystery Of Anna)
  - Vanessa Redgrave pour le rôle de Richard Radley/Renee Richards dans Le Choix (Second Verve)
  - Marlo Thomas pour le rôle de Marie Balter dans Nobody's Child
- 1988 : Gena Rowlands pour le rôle de Betty Ford dans Betty Ford, femme de président (The Betty Ford Story)
  - Ann-Margret pour le rôle d'Ann Arden Grenville dans The Two Mrs. Grenvilles
  - Farrah Fawcett pour le rôle de Barbara Hutton dans Barbara Hutton : Pauvre petite fille riche (Poor Little Rich Girl: The Barbara Hutton Story)
  - Raquel Welch pour le rôle d'Emily Bauer dans Right to Die
  - Shirley MacLaine pour son propre rôle dans Out on a Limb
- 1989 : Ann Jillian pour son propre rôle dans The Ann Jillian Story
  - Jane Seymour pour le rôle de Wallis Simpson dans The Woman He Loved
  - Vanessa Redgrave pour le rôle de Lady Alice More dans Un homme pour l'éternité (A Man for All Seasons)
  - JoBeth Williams pour le rôle de Marybeth Whitehead dans L'instinct d'une mère (Baby M)
  - Jane Seymour pour le rôle de Natalie Henry dans Les Orages de la guerre (War and Remembrance)

### Années 1990
- 1990 : Christine Lahti pour le rôle de Zan Cooper dans No Place Like Home
  - Holly Hunter pour le rôle d'Ellen Russell / Jane Doe dans Le Combat de Jane Roe (Roe vs. Wade)
  - Loretta Young pour le rôle de Grace Guthrie dans Lady in the Corner
  - Jane Seymour pour le rôle de Natalie Henry dans Les Orages de la guerre (War and Remembrance)
  - Farrah Fawcett pour le rôle de Diane Downs dans On a tué mes enfants (Small Sacrifices)
- 1991 : Barbara Hershey pour le rôle de Candy Morrison dans L'empreinte de la folie (A Killing in a Small Town)
  - Annette O'Toole pour le rôle du Rose Fitzgerald dans The Kennedys of Massachusetts
  - Lesley Ann Warren pour le rôle du Barbara Walker dans Family of Spies
  - Suzanne Pleshette pour le rôle du Leona Helmsley dans Leona Helmsley: The Queen of Mean
  - Stephanie Zimbalist pour le rôle du Caroline dans Hallmark Hall of Fame, pour l'épisode "Caroline? (#39.3)".
- 1992 : Judy Davis pour le rôle de la Comtesse Mary Lindell dans La Guerre de Mary Lindell (One Against the Wind)
  - Lynn Whitfield pour le rôle de Josephine Baker dans The Josephine Baker Story
  - Jessica Tandy pour le rôle de Grace McQueen / Granny Goodheart dans The Story Lady
  - Glenn Close pour le rôle de Sarah Wheaton dans La Nouvelle Vie de Sarah (Sarah, Plain and Tall)
  - Sally Kirkland pour le rôle de Janet Smurl dans La maison hantée (The Haunted)
- 1993 : Laura Dern pour le rôle de Janet Harduvel dans Le Triomphe de la vérité (Afterburn)
  - Drew Barrymore pour le rôle d'Anita Minteer dans Le Démon des armes (Guncrazy)
  - Katharine Hepburn pour le rôle de Victoria Brown dans Bijoux, hot-dogs et tasses de thé (The Man Upstairs)
  - Jessica Lange pour le rôle d'Alexandra Bergson dans O Pioneers!
  - Kyra Sedgwick pour le rôle de Rose White dans Miss Rose White
- 1994 : Bette Midler pour le rôle de Mama Rose dans Gypsy
  - Helena Bonham Carter pour le rôle de Marina Oswald dans Fatal Deception: Mrs. Lee Harvey Oswald
  - Faye Dunaway pour le rôle de Lauren Staton dans Columbo dans "Meurtre aux deux visages" (It's All In The Game)
  - Holly Hunter pour le rôle de Wanda Holloway dans Complot meurtrier contre une pom-pom girl (The Positively True Adventures Of the Alleged Texas Cheerleader-Murdering Mom)
  - Anjelica Huston pour le rôle de Lainey Eberlin dans Family Pictures
- 1995 : Joanne Woodward pour le rôle de Maggie Moran dans Leçons de conduite (Breathing Lessons)
  - Kirstie Alley pour le rôle de Sally Goodson dans David's Mother
  - Irene Bedard pour le rôle de Mary Crow Dog dans Lakota Woman: Siege at Wounded Knee
  - Diane Keaton pour le rôle d'Amelia Earhart dans Amelia Earhart, le dernier vol (Amelia Earhart: The Final Flight)
  - Diana Ross pour le rôle de Paulie Cooper dans La proie des ombres (Out of Darkness)
- 1996 : Jessica Lange pour le rôle de Blanche DuBois dans Un tramway nommé Désir (A Streetcar Named Desire)
  - Glenn Close pour le rôle de Margarethe Cammermeyer dans Les Galons du silence (Serving in Silence: The Margarethe Cammermeyer Story)
  - Jamie Lee Curtis pour le rôle de Heidi Holland dans Les Chroniques de Heidi (The Heidi Chronicles)
  - Sally Field pour le rôle de Bess Alcott Steed Garner dans Les Tourments du destin (A Woman of Independent Means)
  - Linda Hamilton pour le rôle de Rosemary Holmstrom dans A Mother's Prayer
- 1997 : Helen Mirren pour le rôle de Chase Phillips dans Les Orages d'un été (Losing Chase)
  - Ashley Judd pour le rôle de Norma Jean Dougherty dans Norma Jean & Marilyn
  - Demi Moore pour le rôle de Claire Donnelly dans If These Walls Could Talk
  - Isabella Rossellini pour le rôle d'Anna Hauptmann dans Le Crime du siècle (Crime of the Century)
  - Mira Sorvino pour le rôle de Marilyn Monroe dans Norma Jean & Marilyn
- 1998 : Alfre Woodard pour le rôle d'Eunice dans Miss Evers' Boys
  - Ellen Barkin pour le rôle de Glory Marie Jackson dans Les Ailes de l'amour (Before Women Had Wings)
  - Jena Malone pour le rôle de Lilly Kate Burns dans Le droit à l'espoir
  - Vanessa Redgrave pour le rôle de Graziella Luciano dans Bella Mafia
  - Meryl Streep pour le rôle de Lori Reimuller dans Au risque de te perdre (... First Do No Harm)
- 1999 : Angelina Jolie pour le rôle de Gia Marie Carangi dans Femme de rêve (Gia)
  - Stockard Channing pour le rôle de Rachel Luckman dans The Baby Dance
  - Laura Dern pour le rôle de Wanda LeFauve dans The Baby Dance
  - Ann-Margret pour le rôle de  dans Life of the Party: The Pamela Harriman Story
  - Miranda Richardson pour le rôle de la Reine Mab et de la Dame du Lac dans Merlin

### Années 2000
- 2000 : Halle Berry pour le rôle de Dorothy Dandridge dans Dorothy Dandridge (Introducing Dorothy Dandridge)
  - Judy Davis pour le rôle de Lillian Hellman dans Dash and Lilly
  - Mia Farrow pour le rôle de Diane McGowin dans Au cœur du labyrinthe (Forget Me Never)
  - Helen Mirren pour le rôle d'Ayn Rand dans The Passion of Ayn Rand
  - Leelee Sobieski pour le rôle de Jeanne d'Arc dans Jeanne d'Arc (Joan of Arc)
- 2001 : Judi Dench pour le rôle d'Elizabeth dans The Last of the Blonde Bombshells
  - Holly Hunter pour le rôle de Ruby Kincaid dans Harlan County War
  - Christine Lahti pour le rôle de Lyssa Dent Hughes dans An American Daughter
  - Frances O'Connor pour le rôle d'Emma Bovary dans Madame Bovary
  - Rachel Ward pour le rôle de Moira Davidson dans On the Beach
  - Alfre Woodard pour le rôle de Wanda dans Holiday Heart
- 2002 : Judy Davis pour le rôle de Judy Garland dans Judy Garland, la vie d'une étoile (Life with Judy Garland: Me and My Shadows)
  - Bridget Fonda pour le rôle Linda Sanclair dans Un bébé pas comme les autres (After Amy)
  - Julianna Margulies pour le rôle de Morgane dans Les Brumes d'Avalon (The Mists of Avalon)
  - Leelee Sobieski pour le rôle de Tosia Altman dans 1943 l'ultime révolte (Uprising)
  - Hannah Taylor-Gordon pour le rôle d'Anne Frank dans Anne Frank (Anne Frank: The Whole Story)
  - Emma Thompson pour le rôle de Vivian Bearing dans Bel Esprit (Wit)
- 2003 : Uma Thurman pour le rôle de Debby Miller dans Debby Miller, une fille du New Jersey (Hysterical Blindness)
  - Helena Bonham Carter pour le rôle d'Ingrid Formanek dans En direct de Bagdad (Live from Baghdad)
  - Shirley MacLaine pour le rôle de Mary Kay Ash dans Hell on Heels: The Battle of Mary Kay
  - Helen Mirren pour le rôle de Madame Porter dans Une question de courage (Door to Door)
  - Vanessa Redgrave pour le rôle de Clementine Churchill dans Pour l'amour d'un empire (The Gathering Storm)
- 2004 : Meryl Streep pour le rôle de Hannah Pitt / Ethel Rosenberg / Rabbi Isidor Chemelwitz / l'Ange Australie dans Angels in America
  - Judy Davis pour le rôle de Nancy Reagan dans The Reagans
  - Jessica Lange pour le rôle d'Irma Applewood dans Normal
  - Helen Mirren pour le rôle de Karen Stone dans The Roman Spring of Mrs. Stone
  - Maggie Smith pour le rôle de Emily Delahunty dans Ma maison en Ombrie (My House in Umbria)
- 2005 : Glenn Close pour le rôle d'Aliénor d'Aquitaine dans Le Lion en hiver (The Lion in Winter)
  - Blythe Danner pour le rôle de Rebecca Holmes Davitch dans Back When We Were Grownups
  - Julianna Margulies pour le rôle de Maren Jackson dans The Grid
  - Miranda Richardson pour le rôle de la reine Mary dans The Lost Prince
  - Hilary Swank pour le rôle d'Alice Paul dans Volonté de fer (Iron Jawed Angels)
- 2006 : S. Epatha Merkerson pour le rôle de Rachel « Nanny » Crosby dans Lackawanna Blues
  - Halle Berry pour le rôle de Janie Crawford dans Une femme noire (en)
  - Kelly Macdonald pour le rôle de Gina dans Rencontre au sommet
  - Cynthia Nixon pour le rôle de Eleanor Roosevelt dans Warm Springs
  - Mira Sorvino pour le rôle de l'Agent Kate Morozov dans  Human Trafficking
- 2007 : Helen Mirren pour le rôle de la reine Élisabeth Ire dans Elizabeth I
  - Gillian Anderson pour le rôle de Lady Dedlock dans Bleak House
  - Annette Bening pour le rôle de Jean Harris dans Mrs. Harris
  - Helen Mirren pour le rôle de Jane Tennison dans Suspect numéro 1 (Prime Suspect: The Final Act)
  - Sophie Okonedo pour le rôle de Susie Carter dans Tsunami : Les Jours d'après (Tsunami: The Aftermath)
- 2008 : Queen Latifah pour le rôle d'Ana dans Life Support
  - Bryce Dallas Howard pour le rôle de Rosalind dans As You Like It
  - Debra Messing pour le rôle de Molly Kagan dans Starter Wife
  - Sissy Spacek pour le rôle de Josie Cahill dans Pictures of Hollis Woods
  - Ruth Wilson pour le rôle de Jane Eyre dans Jane Eyre
- 2009 : Laura Linney pour le rôle de Abigail Adams dans John Adams
  - Catherine Keener pour le rôle de Gertrude Baniszewski dans An American Crime
  - Shirley MacLaine pour le rôle de Coco Chanel dans Coco Chanel
  - Susan Sarandon pour le rôle de Doris Duke dans Bernard et Doris (Bernard and Doris)
  - Judi Dench pour le rôle de Matilda « Matty » Jenkyns dans Cranford

### Années 2010
- 2010 : Drew Barrymore pour le rôle d'Edith Bouvier Beale dans Grey Gardens
  - Joan Allen pour le rôle de Georgia O'Keeffe dans Georgia O'Keeffe
  - Jessica Lange pour le rôle d'Edith Ewing Bouvier Beale dans Grey Gardens
  - Anna Paquin pour le rôle d'Irena Sendler dans The Courageous Heart of Irena Sendler
  - Sigourney Weaver pour le rôle de Mary Griffith dans Bobby, seul contre tous (Prayers for Bobby)
- 2011 : Claire Danes pour le rôle de Temple Grandin dans Temple Grandin
  - Hayley Atwell pour le rôle d'Aliena dans Les Piliers de la terre (The Pillars of the Earth)
  - Judi Dench pour le rôle de Matilda 'Matty' Jenkyns dans Return to Cranford
  - Romola Garai pour le rôle d'Emma Woodhouse dans Emma
  - Jennifer Love Hewitt pour le rôle de Samantha Horton dans La Double Vie de Samantha (The Client List)
- 2012 : Kate Winslet pour le rôle de Mildred Pierce dans Mildred Pierce
  - Romola Garai pour le rôle de Bel Rowley dans The Hour
  - Diane Lane pour le rôle de Pat Loud dans Cinema Verite
  - Elizabeth McGovern pour le rôle de Cora, Comtesse de Grantham dans Downton Abbey
  - Emily Watson pour le rôle de Janet Leach dans Une femme de confiance
- 2013 : Julianne Moore pour le rôle de Sarah Palin dans Game Change
  - Nicole Kidman pour le rôle de Martha Gellhorn dans Hemingway & Gellhorn
  - Jessica Lange pour le rôle de sœur Jude dans American Horror Story: Asylum
  - Sienna Miller pour le rôle de Tippi Hedren dans The Girl
  - Sigourney Weaver pour le rôle d'Elaine Barrish dans Political Animals
- 2014 : Elisabeth Moss pour le rôle de Robin Griffin dans Top of the Lake
  - Helena Bonham Carter pour le rôle d'Elizabeth Taylor dans Burton and Taylor
  - Rebecca Ferguson pour le rôle d'Élisabeth Woodville dans The White Queen
  - Jessica Lange pour le rôle de Fiona Goode dans American Horror Story
  - Helen Mirren pour le rôle de Linda Kenney Baden dans Phil Spector
- 2015 : Maggie Gyllenhaal pour le rôle de Nessa Stein dans The Honourable Woman
  - Jessica Lange pour le rôle d'Elsa Mars dans American Horror Story: Freak Show
  - Frances McDormand pour le rôle d'Olive Kitteridge dans Olive Kitteridge
  - Frances O'Connor pour le rôle d'Emily Hughes/Walsh dans The Missing
  - Allison Tolman pour le rôle de Molly Solverson dans Fargo
- 2016 : Lady Gaga pour le rôle de la Comtesse Elizabeth Johnson dans American Horror Story: Hotel
  - Sarah Hay pour le rôle de Claire Robbins dans Flesh and Bone
  - Felicity Huffman pour le rôle de Barb Hanlon dans American Crime
  - Queen Latifah pour le rôle de Bessie Smith dans Bessie
  - Kirsten Dunst pour le rôle de Peggy Blomquist dans Fargo
- 2017 : Sarah Paulson pour le rôle de Marcia Clark dans The People v. O. J. Simpson: American Crime Story
  - Felicity Huffman pour le rôle de Leslie Graham dans American Crime
  - Riley Keough pour le rôle de Christine Reade dans The Girlfriend Experience
  - Charlotte Rampling pour le rôle de Frances Turner dans London Spy
  - Kerry Washington pour le rôle d'Anita Hill dans Confirmation
- 2018 : Nicole Kidman pour le rôle de Celeste Wright dans Big Little Lies
  - Jessica Biel pour le rôle de Cora Tannetti dans The Sinner
  - Jessica Lange pour le rôle de Joan Crawford dans Feud (Feud: Bette and Joan)
  - Susan Sarandon pour le rôle de Bette Davis dans Feud (Feud: Bette and Joan)
  - Reese Witherspoon pour le rôle de Madeline Mackenzie dans Big Little Lies
- 2019 : Patricia Arquette pour le rôle de Tilly Mitchell dans Escape at Dannemora 
  - Amy Adams pour le rôle de Camille Preaker dans Sharp Objects
  - Connie Britton pour le rôle de Debra Newell dans Dirty John
  - Laura Dern pour le rôle de Jennifer Fox dans The Tale
  - Regina King pour le rôle de Latrice Butler dans Seven Seconds

### Années 2020
- 2020 : Michelle Williams pour le rôle de Gwen Verdon dans Fosse/Verdon
  - Kaitlyn Dever pour le rôle de Marie Adler dans Unbelievable
  - Joey King pour le rôle de Gypsy Blanchard dans The Act
  - Helen Mirren pour le rôle de Catherine II dans Catherine the Great
  - Merritt Wever pour le rôle de Karen Duvall dans Unbelievable
- 2021 : Anya Taylor-Joy pour le rôle de Beth Harmon pour Le Jeu de la dame (The Queen's Gambit)
  - Cate Blanchett pour le rôle de Phyllis Schlafly dans Mrs. America
  - Daisy Edgar-Jones pour le rôle de Marianne Sheridan dans Normal People
  - Shira Haas pour le rôle de Esther "Esty" Shapiro dans Unorthodox
  - Nicole Kidman pour le rôle de Grace Fraser dans The Undoing
- 2022 : Kate Winslet pour le rôle de Marianne 'Mare' Shehan dans Mare of Easttown
  - Jessica Chastain pour le rôle de Mira Philips dans Scenes from a Marriage
  - Cynthia Erivo pour le rôle d'Aretha Franklin dans Genius : Aretha
  - Elizabeth Olsen pour le rôle de Wanda Maximoff dans WandaVision
  - Margaret Qualley pour le rôle d'Alex dans Maid
- 2023 : Amanda Seyfried pour le rôle de Elizabeth Holmes dans The Dropout
  - Jessica Chastain pour le rôle de Tammy Wynette dans George & Tammy
  - Julia Garner pour le rôle d'Anna Delvey dans Inventing Anna
  - Lily James pour le rôle de Pamela Anderson dans Pam and Tommy
  - Julia Roberts pour le rôle de Martha Mitchell dans Gaslit
- 2024 : Ali Wong pour le rôle de dans Acharnés (Beef)
  - Riley Keough pour le rôle de Daisy Jones dans Daisy Jones and The Six
  - Brie Larson pour le rôle de Elizabeth Zott dans Lessons in Chemistry
  - Elizabeth Olsen pour le rôle de Candy Montgomery dans Love and Death
  - Juno Temple pour le rôle de Dorothy Lyon dans Fargo
  - Rachel Weisz pour le rôle de Elliot et Beverly Mantle dans Faux-Semblants (Dead Ringers)
- 2025 : Jodie Foster pour le rôle de Liz Danvers dans True Detective: Night Country
  - Cate Blanchett pour le rôle de Catherine Ravenscroft  dans Disclaimer
  - Cristin Milioti pour le rôle de Sofia Gigante dans The Penguin
  - Sofía Vergara pour le rôle de Griselda Blanco dans Griselda
  - Naomi Watts pour le rôle de Babe Paley dans Feud: Les Trahisons de Truman Capote (Feud: Capote vs The Swans)
  - Kate Winslet pour le rôle d'Elena Vernham dans Le Régime (The Regime)

## Récompenses et nominations multiples

### Nominations multiples
8 : Helen Mirren, Jessica Lange
4 : Ann-Margret, Glenn Close, Judy Davis, Farrah Fawcett, Vanessa Redgrave, Jane Seymour
3 : Helena Bonham Carter, Judi Dench, Laura Dern, Holly Hunter, Nicole Kidman, Shirley MacLaine, Gena Rowlands, Joanne Woodward
2 : Drew Barrymore, Halle Berry, Jessica Chastain, Romola Garai, Felicity Huffman, Glenda Jackson, Ann Jillian, Christine Lahti, Queen Latifah, Julianna Margulies, Frances O'Connor, Miranda Richardson, Susan Sarandon, Leelee Sobieski, Mira Sorvino, Meryl Streep, Marlo Thomas, Rachel Ward, Sigourney Weaver, Kate Winslet, Alfre Woodard, Loretta Young

### Récompenses multiples
2 : Ann-Margret, Judy Davis, Helen Mirren, Kate Winslet